# Kobierniki (Mazovië)
Kobierniki is een plaats in het Poolse district  Płocki, woiwodschap Mazovië. De plaats maakt deel uit van de gemeente Stara Biała en telt 250 inwoners.